# Provincia de Frosinone
Frosinone (en italiano Provincia di Frosinone) es una provincia de la región del Lacio, en Italia. Su capital es la ciudad de Frosinone.
Tiene un área de 3244 km², y una población total de 496.419 hab. (2008). Hay 91 municipios en la provincia (fuente: ISTAT, véase este enlace).

## Historia
Fue creada en 1926 a partir de territorios pertenecientes al Lacio y a la Campania.

## Ciudades notables
- Alatri
- Anagni
- Cassino
- Ceccano
- Frosinone (capital)
- Sora
- Veroli